# Félix Vidaurreta
Vidaurreta  García est un nom espagnol. Le premier nom de famille, en général paternel, est Vidaurreta ; le second, en général maternel, souvent omis, est García.
Félix Vidaurreta García, né le 31 mars 1921 à Igúzquiza et mort le 29 janvier 2018 à Irun, est un coureur cycliste espagnol.

## Biographie
Félix Vidaurreta a notamment remporté la Prueba Villafranca de Ordizia en 1942 ou le Grand Prix de Llodio en 1949,. Il a également terminé troisième d'une édition du championnat d'Espagne de cyclo-cross. Ses frères Hortensio et Miguel ont eux aussi été cyclistes professionnels. 

## Palmarès
- 1942
  - Prueba Villafranca de Ordizia
  - 3e de la Subida a Arrate
- 1943
  - 3e de la Prueba Loinaz
  - 3e de la Prueba Legazpia
  - 3e de la Subida a Arrate
  - 3e du Grand Prix de Biscaye
- 1944
  - 3e de la Subida a Arrate
- 1946
  - Tour du Guipuscoa :
    - Classement général
    - 1re étape

  - 3e de la Subida a Arantzazu
- 1947
  - 3e de la Subida a Arrate
- 1948
  - Champion de Navarre de cyclo-cross[2]
  - 4e étape du GP Marca
  - Subida a Arantzazu
  - Prueba Alsasua
  - 2e du Grand Prix de Biscaye
  - 2e du championnat d'Espagne des régions
  - 3e du championnat de Navarre sur route
- 1949
  - Champion de Navarre sur route
  - Champion de Navarre de cyclo-cross[2]
  - Grand Prix de Llodio
  - 2e de la Prueba Lazkao
  - 2e du Grand Prix de Biscaye
  - 2e du championnat d'Espagne des régions
  - 3e de la Subida a Arantzazu
  - 3e du championnat d'Espagne de cyclo-cross
  - 3e de la Prueba Loinaz
- 1950
  - Champion de Navarre de cyclo-cross[2]

## Résultats sur les grands tours

### Tour d'Espagne
4 participations 
- 1942 : abandon (1re étape)
- 1945 : 24e
- 1946 : abandon (2eb étape)
- 1948 : abandon (12e étape)